# Berrihane
Berrihane (arabisch: برحان) ist eine algerische Gemeinde in der Provinz El Tarf mit 8.326 Einwohnern. (Stand: 1998)

## Geographie
Berrihane befindet sich westlich der tunesischen Grenze. Im Norden befindet sich die Meeresküste.